# NGC 3599
NGC 3599 је лентикуларна галаксија у сазвежђу Лав која се налази на NGC листи објеката дубоког неба.
Деклинација објекта је + 18° 6' 37" а ректасцензија 11h 15m 26,8s. Привидна величина (магнитуда) објекта NGC 3599 износи 11,8 а фотографска магнитуда 12,8. Налази се на удаљености од 20,167 милиона парсека од Сунца. NGC 3599 је још познат и под ознакама UGC 6281, MCG 3-29-15, CGCG 96-15, PGC 34326.